# 埃米莉·戈米
埃米莉·戈米（法語：Émilie Gomis，1983年10月18日—），法国女子篮球运动员，司职后卫。她曾代表法国国家队参加2012年夏季奥林匹克运动会篮球比赛，获得一枚银牌。